# Christopher Reeve
Christopher D'Olier Reeve (25 tháng 9 năm 1952 - 10 tháng 10 năm 2004) là một diễn viên người Mỹ. Ông đã trở thành ngôi sao cho thành tích diễn xuất của mình, chủ yếu với vai diễn Siêu Nhân của DC Comics, bắt đầu với bộ phim thành công Superman (1978), với phim này ông giành giải BAFTA.
Reeve xuất hiện trong những bộ phim nổi tiếng khác như The Bostonians (1984), Street Smart (1987) và The Remains of the Day (1993). Ông nhận được một giải thưởng của Nghiệp đoàn Diễn viên Màn ảnh và một đề cử Giải Quả cầu vàng cho diễn xuất của ông trong bộ phim truyền hình remake Rear Window (1998).
Vào ngày 27 tháng 5 năm 1995, Reeve trở thành một người liệt cả bốn chi sau khi bị quăng từ ngựa xuống trong một cuộc thi đua ngựa tại Culpeper, Virginia. Ông bị buộc phải ngồi xe lăn và cần một máy thở cầm tay trong suốt quãng đời còn lại. Ông trở thành người vận động cho những người bị tổn thương tủy sống và nghiên cứu tế bào gốc phôi người, bản thân thành lập Christopher Reeve Foundation và đồng thành lập Trung tâm Nghiên cứu Reeve-Irvine.